# Ludvík Malovec z Malovic
Ludvík Emanuel svobodný pán Malovec z Malovic a Kosoře (německy Ludwig Emanuel Freiherr Malowetz von Malowitz und Kossorz) (11. srpna 1822 Verona – 19. dubna 1900 Praha) byl český šlechtic z rodu Malovců, právník a státní úředník. Ve státní správě působil od roku 1841, svou kariéru završil jako dlouholetý okresní hejtman v Hradci Králové a dvorní rada. 

## Životopis
Pocházel ze starého českého rodu Malovců z Malovic, patřil k linii povýšené v roce 1781 do panského stavu. Narodil se jako jediný syn c. k. majora Emanuela Josefa Malovce (1779–1823) a jeho manželky Josefy Marie von Menßhengen (1790–1877). Od mládí působil ve státních službách, začínal v roce 1842 jako konceptní kandidát u českého zemského gubernia v Praze, později byl přeložen ke krajskému úřadu do Berouna a od roku 1846 byl krajským komisařem III. třídy v Litoměřicích. V letech 1849–1850 byl okresním komisařem I. třídy v Žatci a po reorganizaci státní správy působil od roku 1850 jako tajemník Zemské vyvazovací komise v Praze. V letech 1853–1856 byl představeným komitátního úřadu v Užhorodě, na stejné pozici byl v roce 1856 přeložen do Velkého Varadína. 
V roce 1861 se vrátil do Prahy, kde působil jako místodržitelský rada a od roku 1862 byl krajským představeným v Praze. V letech 1868–1870 byl okresním hejtmanem v Lounech a nakonec dlouholetým okresním hejtmanem v Hradci Králové (1870–1890). I když měl být nestranným státním úředníkem, v Hradci Králové vstupoval do regionální politiky s tendencemi ovlivňovat volby do okresního zastupitelstva a dlouhodobě se vymezoval proti hraběti Janu Harrachovi, který byl jeho politickým rivalem a na Královéhradecku největším pozemkovým vlastníkem. V roce 1878 obdržel titul dvorního rady a v roce 1890 byl penzionován. 
Od narození užíval titul svobodného pána, jako příslušník starého šlechtického rodu byl v roce 1851 jmenován c. k. komořím. Za zásluhy během prusko-rakouské války obdržel Řád železné koruny III. třídy (1866) a při odchodu do výslužby získal rytířský kříž Leopoldova řádu (1890). Získal také ocenění od zahraničních panovníků, byl nositelem Řádu pruské koruny II. třídy (1880) a komturem saského Albrechtova řádu (1890). Dále obdržel čestné občanství v Kladně a v obci Nehasice.
Zemřel 19. dubna 1900 ve věku 77 let v Praze na Malé Straně.

## Rodina
Oženil se se svou sestřenicí baronkou Karolínou Menßhengenovou (1835–1908), dcerou Franze Xavera Menßhengena (1797–1890), dvorního rady na ministerstvu zahraničí. Sňatek se konal 8. června 1861 ve vídeňské katedrále sv. Štěpána. Z manželství pocházeli čtyři potomci, synové František Xaver a Ludvík Robert zemřeli v dětském věku, dospělosti se dožily dcery Thekla a Karolína. Spolu s manželkou koupil v roce 1880 pozemky s hospodářským dvorem v Dolních Měcholupech (dnes Praha 10). Zde nechal jako své sídlo postavit novogotickou vilu označovanou jako zámeček (zbořena ve druhé polovině 20. století).
Ludvík měl čtyři sestry. Julie (1820–1900) byla čestnou dámou Ústavu šlechtičen v Brně, Berta (1821–1906) byla manželkou státního úředníka Josefa Hergeta (1812–1873), nejmladší Emma (1824–1858) se provdala do uherského šlechtického rodu Vécseyů.